# Адалберо (пфалцграф на Саксония)
Адалберо Саксонски или Берно (на немски: Adalbero von Sachsen, Athelbero, Bern, Berno, † 982) е от 972 г. пфалцграф на Саксония, също е граф в саксонския Хесенгау и в Лизгау, и фогт на манастир Хилвартсхаузен.

## Фамилия
През 958 г. той се жени за втори път за Ида Швабска (ок. 932/934 – 17 май 986), дъщеря на херцог Херман I от Швабия и Регелинда, и вдовица на Лиудолф († 957 г.). Той има децата:
- Ателбургис, ∞ Дитрих граф на Зомершенбург, майка на Бернвард фон Хилдесхайм, епископ на Хилдесхайм (993 – 1022), Светия
- Ротгардис († 1006), абатеса на Хилвартсхаузен
- Фолкмар (Попо) († 991), епископ на Утрехт (976 – 990)
- Фритеруна, ∞ Дитрих († 995), пфалцграф на Саксония